# Кальва (река)
Кальва — река в России, течёт по территории Мезенского района Архангельской области. Устье реки находится в 4 км по левому берегу реки Верхней Айпы. Длина реки составляет 12 км.

## Данные водного реестра
По данным государственного водного реестра России относится к Двинско-Печорскому бассейновому округу, водохозяйственный участок реки — Мезень от водомерного поста деревни Малонисогорская и до устья. Речной бассейн реки — Мезень.
Код объекта в государственном водном реестре — 03030000212103000050046.